# Bandia
Bandia é uma vila no distrito de Udham Singh Nagar, no estado indiano de Uttaranchal.

## Demografia
Segundo o censo de 2001, Bandia tinha uma população de 8897 habitantes. Os indivíduos do sexo masculino constituem 56% da população e os do sexo feminino 44%. Bandia tem uma taxa de literacia de 55%, inferior à média nacional de 59.5%; com 64% para o sexo masculino e 36% para o sexo feminino. 13% da população está abaixo dos 6 anos de idade.